# 伦敦公共交通管理局 (1970—1984年)
伦敦公共交通管理局（英文：London Transport Executive）是1970年—1984年伦敦的公共交通管理部门，是大伦敦委员会的下属职能部门。

## 成立背景与部门职能
大伦敦委员会于1965年成立，但没有公共交通管理权。原因在于大伦敦委员会的前身伦敦郡委员会于1933年将相关职能交由伦敦客运局（Passenger Transport Board）负责。《1969年伦敦交通法案》赋予了伦敦公共交通管理局管理伦敦公交和伦敦地铁的职能，但不包括运行在大伦敦的英国国铁服务（大伦敦的部分城市轨道交通服务由英国国铁提供）。

## 票价政策
伦敦公共交通管理局在其存续期间曾采用政策调节的方式增加公共交通使用率，特别是私家车使用率较高的外伦敦地区。新的票价政策吸引了更多的乘客放弃私家车，选择乘坐伦敦公交和伦敦地铁，特别是平峰时段。短途车的售检票程序得以简化，实现了无人售票。长途车引入了预先购票模式。1981年10月4日，在大伦敦委员会选举之后，当选的工党政府简化了大伦敦地区的公交收费模式，引入了四个新的公交收费区和两个位于伦敦主城区的地铁收费区（“市中心”和“西区”），首次在这两个区域内实行统一票价。这次票价改革同时降低了票价。 不过，在不久后的1982年3月21日，该次公交改革降低票价的成果便通过立法形式被推翻，之后伦敦公交票价涨到了之前的200%、伦敦地铁票价上涨91%。1982年的票价改革保留了两个中心区区段，并对所有其他站点的票价进行了重新制定，每3英里为一个区段，位于市中心的区段命名为“内区”。1983年，经过进一步的法律诉讼，对票价进行了第三次修订，并推出了一个名叫“旅行卡”的限时不限次通票，相当于整体降价约25％。

## 机构废除及对废除前政策的延续
伦敦公共交通管理局于1986年废除，但运输权在两年前被移除并转移到伦敦地区公共交通管理局（London Regional Transport）。随着大伦敦政府和其下属职能部门伦敦交通局成立，公共交通管理职能于2000年返回伦敦当地政府。在伦敦公共交通管理局存续期间设计的分区票价系统继续在整个大伦敦使用，并且变化不大。